# Hyflex
HYFLEX (Hypersonic Flight Experiment) fue un demostrador experimental japonés de reentrada atmosférica. Tenía una longitud de 4,4 metros, un diámetro máximo de 1,04 m y una envergadura de 1,36 m, pesando 1050 kg.
Fue lanzado en 1996, en el primer y único vuelo del cohete J-1. Con HYFLEX se probaron baldosas de carbono-carbono como parte del escudo térmico del demostrador para ser utilizadas en la futura nave japonesa HOPE. También recogió datos sobre la modalidad de vuelo hipersónico.
La misión tuvo éxito, pero la nave se hundió en el Pacífico antes de que pudiese ser recuperada.